# 1916 en Bretagne
 Chronologie de la Bretagne
- 1912
- 1913
- 1914
- 1915
- 1916
- 1917
- 1918
- 1919
- 1920

Cette page recense des événements qui se sont produits durant l'année 1916 en Bretagne.

## Société

### Naissance
- 16 janvier : Yves Trévedy, peintre, premier grand prix de Rome en 1943[1].

- 1er septembre à Brest : Paul Guimezanes, graveur et illustrateur français, mort le 4 février 2001 à Villejuif (Val-de-Marne).

### Décès
- 16 juin : Léon-Prudencio Chic, chef d'orchestre de la Musique des Équipages de la flotte à Brest[2].

## Sports
- Le Stade Rennais UC est Champion de France interfédéral en remportant la finale à Paris face à Lyon[3]